# Бадгингарра (национальный парк)
Бадгингарра (англ. Badgingarra National Park) — национальный парк в Западной Австралии.
Парк был создан в 1973 году около одноимённого города в 190 км к северу от Перта на западном побережье Австралийского континента. В настоящее время его площадь составляет 131 км².
Район Бадгингарры расположен посередине западного берега Австралии, он знаменит высокой степенью эндемизма. Большинство видов встречаются лишь в западной части континента, а некоторые вообще встречаются лишь в этом районе. Среди преобладающих растений — Banksia grossa, Eucalyptus macrocarpa, Conospermum, вертикордия колосковая, Hakea. Преобладает суховершинность.
Из животных в национальном парке встречаются западный серый кенгуру, дрофиные, эму и клинохвостый орёл.

## Галерея

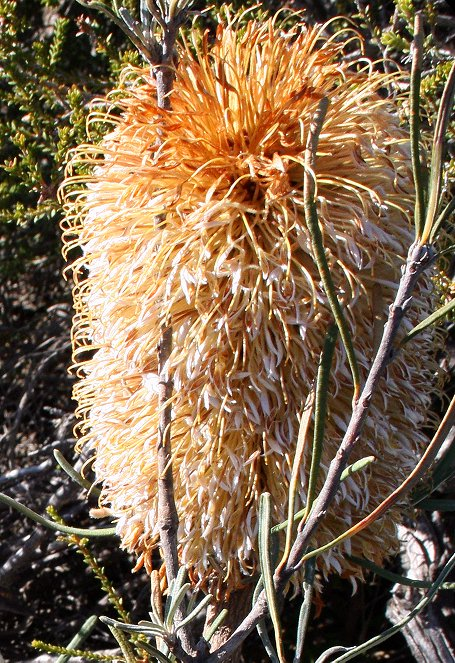
Banksia grossa, эндемик территории
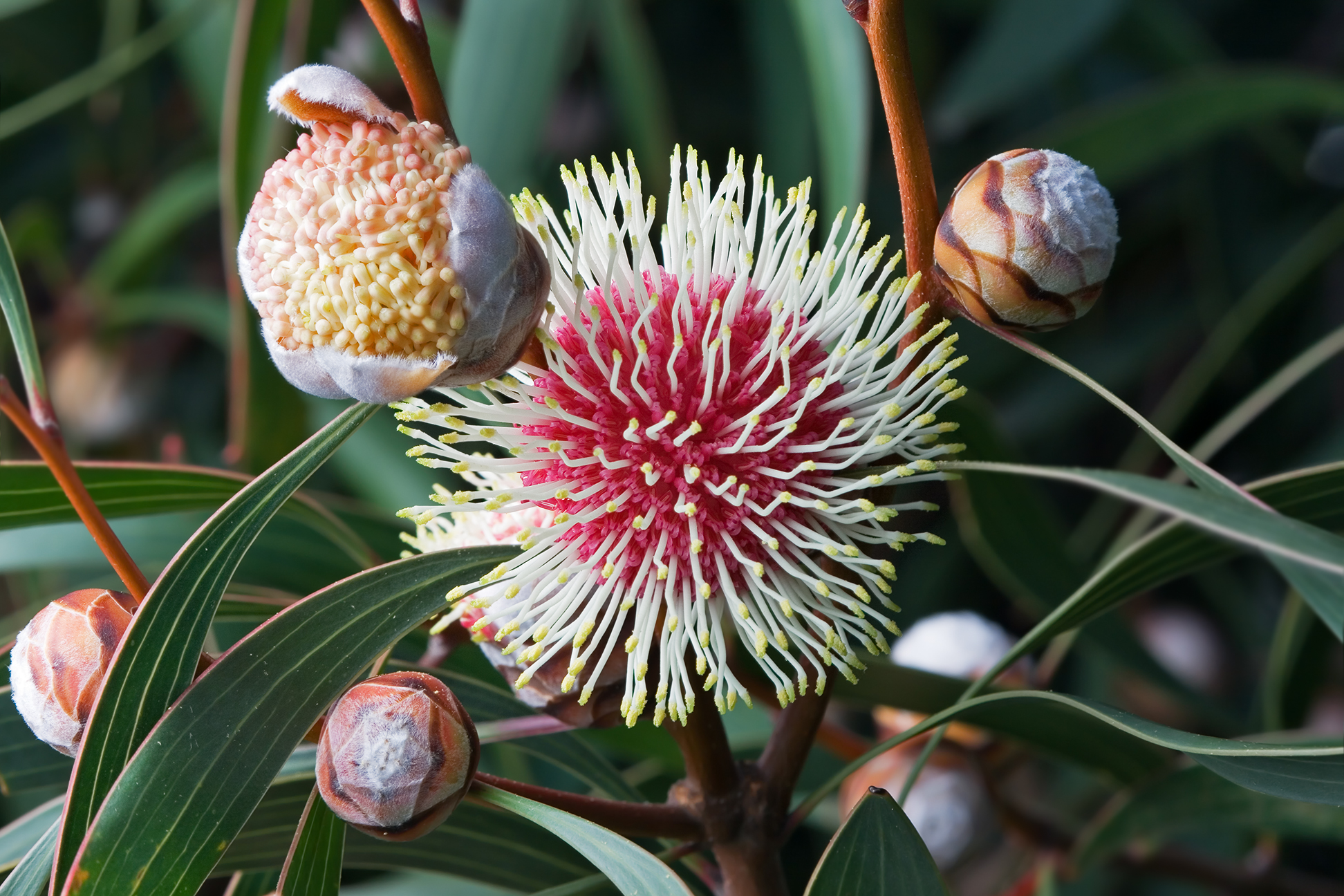
Hakea laurina
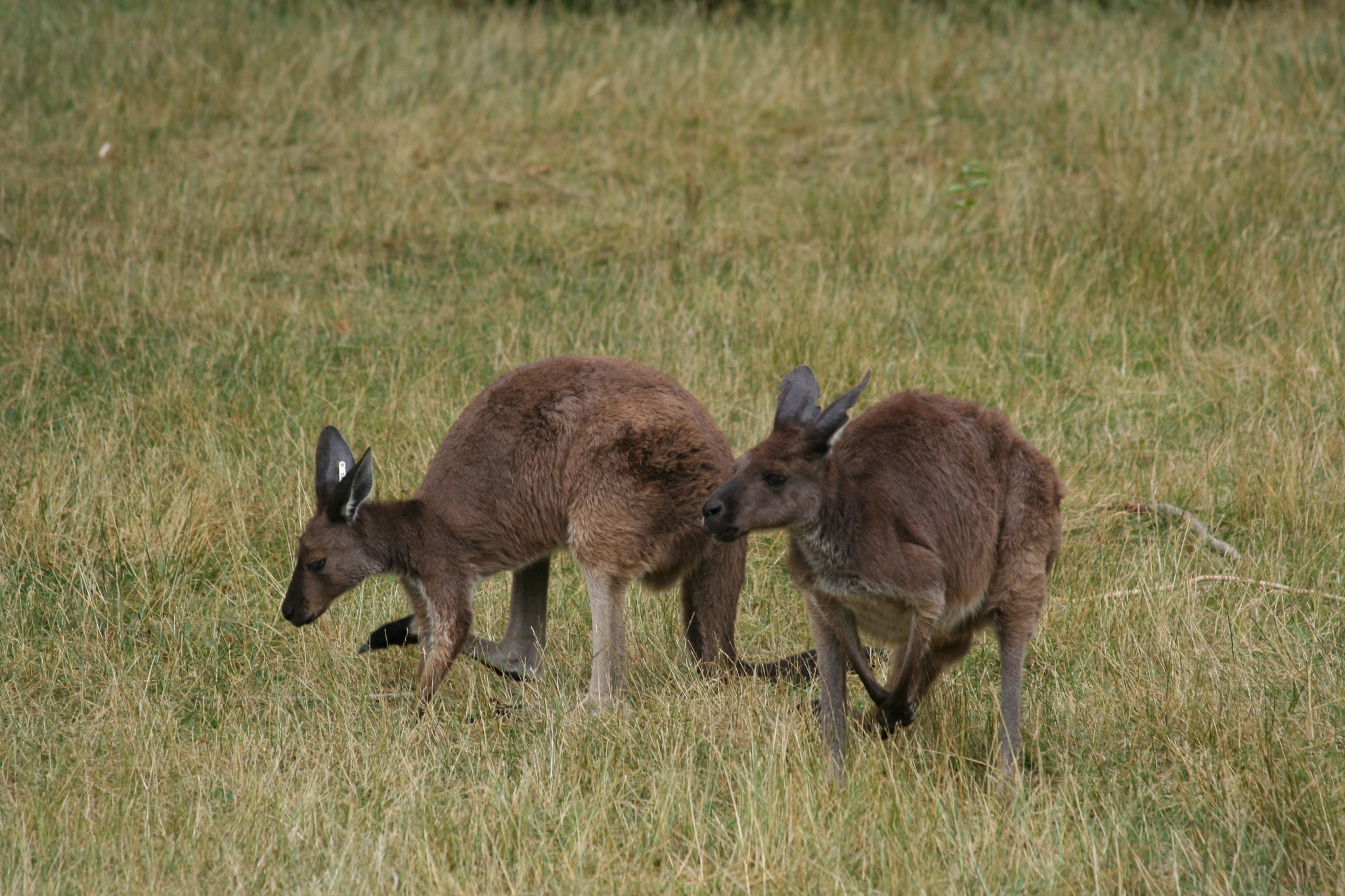
Западный серый кенгуру, типичный представитель местности